# Ceratitis rubivora
Ceratitis rubivora
 es una especie de insecto del género Ceratitis de la familia Tephritidae del orden Diptera. 
Daniel William Coquillett la describió científicamente por primera vez en el año 1901.